# جيمي أوليفر (كرة سلة)
جيمي أوليفر (بالإنجليزية: Jimmy Oliver)‏ مواليد 12 يوليو 1969 في مينيفي، هو لاعب كرة سلة أمريكي سابق بدأ مسيرته الاحترافية في سنة 1991 وحمل الرقم 24, 27, 33, 11. يبلغ طوله 6 قدم 5 بوصة (2.0 م). مثّل منتخب بلاده. اعتزل اللعب في 2007.

## فرق لعب لها
- كليفلاند كافالييرز
- بوسطن سيلتكس
- نانسي باسكت

## الميداليات
| الميدالية | المسابقة                         |
| --------- | -------------------------------- |
| برونزية   | بطولة كأس العالم لكرة السلة 1998 |

## روابط خارجية
- جيمي أوليفر على موقع الاتحاد الدولي لكرة السلة (الإنجليزية)
- جيمي أوليفر على موقع إن بي أي (الإنجليزية)
- جيمي أوليفر على موقع سبورتس رفرنس (الإنجليزية)
- جيمي أوليفر على موقع الدوري الإسباني لكرة السلة (الإسبانية)
- جيمي أوليفر على موقع كرة السلة الأوروبية.كوم (الإنجليزية)
- جيمي أوليفر على موقع كلية كرة السلة في سبورتس رفرنس.كوم (الإنجليزية)
- جيمي أوليفر على موقع ريلجم (الإنجليزية)
- جيمي أوليفر على موقع بروبوليرز (الإنجليزية)
- جيمي أوليفر على موقع سبورتس رفرنس (الإنجليزية)